# 97a Brigada Mixta (Exèrcit Popular de la República)
La 97a Brigada Mixta va ser una unitat de l'Exèrcit Popular de la República que va prendre part en la Guerra Civil Espanyola. Durant la major part de la contesa va estar desplegada en el front de Terol, prenent part en nombroses operacions.

## Historial
La unitat va ser creada al juny de 1937 a la comarca de Cartagena a partir de reemplaçaments de 1932, 1933, 1934 i 1935. Per a la prefectura de la unitat va ser nomenat el tinent coronel Salvador Revuelta Mustienses, amb el capità d'infanteria Carlos Ruiz García-Quijada com a cap d'Estat Major.
La 97 BM.ª seria assignada a la 24a Divisió, sent envidada des d'Almeria al capdavant de Terol com a unitat de reforç. Va quedar situada en l'encreuament de carretera de Terol a Albarrasí amb la carretera de Conca a Albarrasí. Va arribar a intervenir en la trucada 3a batalla de Terol, entre 4 i 21 d'agost, si bé es va limitar a realitzar moviments tàctics sense arribar a prendre part en els combats. El 27 d'agost la 97a BM va llançar un assalt per a intentar reconquerir Villastar i Fuente Artesa, que es va saldar amb un fracàs. Amb posterioritat va haver-hi un canvi en els comandaments de la unitat i aquesta va passar a dependre de la 41a Divisió del XIX Cos d'Exèrcit.
El desembre de 1937 va prendre part en la batalla de Terol, si bé les operacions inicials de la 97a Brigada no van tenir un bon començament. El 30 de desembre, davant el contraatac franquista, va perdre el «Pico del Zorro», sofrint a més les nevades i baixes temperatures que van causar malalties i baixes per congelació. Després del final de les operacions a Terol la brigada va passar a formar part de la 40a Divisió del XIX Cos d'Exèrcit. No tornaria a prendre part en operacions militars de rellevància.
Va estar agregada breument a la 5a Divisió, passant posteriorment a la 64a Divisió. Al començament de gener de 1939 la brigada enviada al capdavant d'Extremadura, per a participar en la batalla de Peñarroya, si bé només va realitzar alguna acció menor i romangué en reserva durant la major part de la batalla.

## Comandaments
Comandants
- Tinent coronel d'infanteria Salvador Revuelta Mustienses;
- Major de milícies Luis Guillén Feito;
- Major de milícies Sergio Granda González;

Comissaris
- Ricardo Calvache Guzmán, del PSOE;

Caps d'Estat Major
- capità d'infanteria Carlos Ruiz García-Quijada;
- capità de milícies Antonio Montava Chinchilla;